# Puls (Unternehmen)
Die Puls GmbH (Eigenschreibweise PULS GmbH) ist ein deutsches Technologieunternehmen aus dem Bereich der Elektrotechnik. Der Hauptsitz des Betriebes ist in München.
Das Unternehmen entwickelt und fertigt DIN-Schienen-Stromversorgungen für den Einsatz im Maschinenbau, in der Intralogistik, Prozessindustrie, Medizintechnik, Verkehrstechnik, Gebäudeautomation und in Bahnanwendungen.
Im Oktober 2023 hat die Puls-Gruppe das Industriegeschäft von Wiferion, einem Unternehmen für induktive Ladesysteme für Anwendungen wie fahrerlose Transportsysteme (AGVs) und autonome mobile Roboter (AMRs), übernommen. Wiferion agiert seitdem als Geschäftseinheit Wiferion – a Puls business unit  in Freiburg weiter.
Im Jahr 2024 erfolgte die Übernahme von Adelsystem, einem italienischen Unternehmen, das auf die Entwicklung und Produktion von DC-USV-Systemen und intelligenten Batterieladegeräten für industrielle Anwendungen spezialisiert ist.
Zudem entwickelte Puls GmbH die Produktfamilie FIEPOS (Field Power Supplies), die dezentrale Stromversorgungslösungen mit Schutzklassen IP54, IP65 und IP67 umfasst. Diese 300-W- und 500-W-Stromversorgungen ermöglichen eine Energieversorgung direkt im Feld.

## Firmengeschichte
Gegründet wurde die Puls GmbH 1980 von Bernhard Erdl. 1998 folgte die erste internationale Expansion nach Tschechien und Gründung eines zweiten Produktionsstandortes in Chomutov. Chemnitz ward im Jahr 2000 zu einem neuen Entwicklungsstandort mit einem Forschungs- und Entwicklungsteam. Heute wird die Niederlassung primär als Prüflabor genutzt. Es folgten weitere internationale Niederlassungen in den USA, China und Frankreich im Jahr 2003. 
Mit der Akquisition von MGV Stromversorgungen GmbH, einem Hersteller für kundenspezifische Stromversorgungen, im Jahr 2004, wuchs die Puls-Gruppe. Im gleichen Jahr wurde ein Vertriebsbüro in Shanghai gegründet. Die Expansionen in den Asien-Pazifik-Raum wurden mit einem Produktionsstandort in Suzhou und einem neuen Vertriebsstandort sowie Logistikzentrum in Singapur fortgeführt. 
Die Puls-Gruppe wuchs mit der Übernahme der Etasyn GmbH, heute bekannt als Puls Vario, 2017 weiterhin an und wurde mit dem Büro präsenter in Österreich. Zwei Jahre später folgte eine Expansion in den japanischen Raum. 2019 eröffnete ein Puls-Vertriebsstandort in Nagoya, Japan. 
Im Jahr 2023 wurde das Start-Up Wiferion - a Puls business unit, ein Anbieter von induktiven Ladelösungen für die Industrie, übernommen und im Jahr 2024 folgte die Übernahme des italienischen Unternehmens Adelsystem, das sich auf industrielle, unterbrechungsfreie Stromversorgungssysteme spezialisiert hat. 2025 folgte die erste Puls Niederlassung in Südkorea. 

## Produkte
Das Produktportfolio von Puls umfasst:
- 1- und 3-Phasen-Stromversorgungen
- DC/DC-Wandler
- Field Power Supplies
- Stromversorgungen mit IO-Link und EtherCAT
- Puffermodule
- DC-USV
- Elektronische Schutzschalter
- Redundanzmodule
- Batteriemodule
- Industrial Wireless Charging

## Fertigung
Puls fertigt seine Produkte in eigenen Werken im deutschen Drebach, Sachsen, in Chomutov, Tschechien, und in Suzhou, China. Das Werk in China wurde 2010 mit dem LEED-Gold Award für seine nachhaltige Fertigung ausgezeichnet.
2018 wurde die Erweiterung des Werks in China abgeschlossen.

## Puls Gruppe

### Puls GmbH
Die Puls GmbH ist die Muttergesellschaft der Puls Gruppe. Puls entwickelt seine Produkte im Headquarters in München und Bad Lobenstein, Deutschland, ebenso wie in Wien, Österreich. In Chemnitz, Deutschland betreibt Puls zudem ein eigenes Prüflabor. Neben Deutschland ist Puls in sieben weiteren Ländern (China, England, Frankreich, Japan, Republik Singapur, Schweiz, USA) mit eigenen Vertriebsniederlassungen vertreten. Ergänzend deckt das Unternehmen den weltweiten Bedarf über ein internationales Distributionsnetzwerk ab.

### Puls Vario GmbH
2017 übernahm Puls den deutschen Stromversorgungshersteller Etasyn mit Sitz in Drebach, Sachsen. Im Rahmen der Eingliederung in die Puls Gruppe wurde Etasyn in Puls Vario GmbH umbenannt. Puls Vario deckt den Geschäftsbereich für Modifikationen von Standardgeräten, Systemlösungen und kundenspezifische Stromversorgungen ab. Das Unternehmen entwickelt und fertigt die Produkte in Drebach. Durch die Übernahme des Entwicklungsteams von Artesyn Embedded Technologies konnte 2018 ein weiterer Entwicklungsstandort in Wien, Österreich eröffnet werden und umfasst mittlerweile 66 Entwickler.

### MGV Stromversorgungen GmbH
Seit 2004 ist die MGV Stromversorgungen GmbH Mitglied der Puls Gruppe. Das Unternehmen ist auf die Entwicklung und Fertigung von kundenspezifischen Stromversorgungen spezialisiert. Firmensitz ist München, Deutschland.

### Wiferion - a Puls business unit
Puls hat 2023 das Industrie-Geschäft von Wiferion übernommen. Das bisherige operative Team von Wiferion bleibt als Wiferion - a Puls business unit bestehen. Das in Freiburg ansässige Unternehmen ist auf induktive Ladesysteme für fahrerlose Transportsysteme und mobile Roboter spezialisiert.

### Adelsystem – a Puls company
Adelsystem ist ein in Italien gegründetes Unternehmen, das sich auf DC-USV-Systeme und intelligente Batterieladegeräte spezialisiert hat. Seit 2024 gehört Adelsystem zur Puls Gruppe. Das Produktportfolio umfasst DC-USV-Systeme mit Ausgangsspannungen von 12 V bis 48 V und Stromstärken von 3 A bis 40 A.

## Aktivität in Verbänden
Puls ist Gründungsmitglied der EPSMA (European Power Supplies Manufacturers' Association) sowie Mitglied im ZVEI (Zentralverband Elektrotechnik- und Elektroindustrie).